# Francesc Sanguino i Oliva
Francesc Josep Sanguino i Oliva (Alacant, l'Alacantí, 7 de març de 1964), conegut artísticament com a Paco Sanguino, és un dramaturg i polític valencià.

## Biografia
Paco Sanguino és llicenciat en Filosofia i Lletres (menció d'Hispàniques) per la Universitat d'Alacant i ha desenvolupat una intensa carrera al voltant de la dramatúrgia. A nivell professional, ha dedicat gran part de la seua vida a la docència tant a centres educatius de secundària i batxillerat com a la Universitat d'Alacant. En l'àmbit privat ha format part del cos editorial de diverses revistes de difusió cultural, col·laborant amb activitats promogudes per l'Editorial Prensa Ibérica i el Grupo Santander.
Ha format part també del Consell Valencià de Cultura, ha sigut vicepresident de l'Acadèmia d'Arts Escèniques d'Espanya i president del Teatre Principal d'Alacant durant 2015 fins a 2019 i l'Associació Valenciana d'Escriptors i Escriptores Teatrals entre 2014 i 2017. Va crear i dirigir les tres primeres edicions del Festival Internacional de Teatre Clàssic d'Alacant. Ha rebut diversos per les seues obres, la majoria en castellà, encara que també ha guionitzat drames per a TV3 i Canal 9. Forma part de l'anomenada «Generació Bradomín», dits així per haver desenvolupat la seua carrera artística al voltant del Premi Marquès de Bradomín, amb altres autors catalans com Sergi Belbel. Moltes de les seues obres han estat representades a la Mostra d'Autors Espanyols de Teatre Contemporani. El 2016 va obtindre el premi de les Empreses Valencianes de Teatre i Dansa (AVETID).
Per a les eleccions municipals va ser escollit com a alcaldable independent en la llista del PSOE, sent triat com a regidor. En juliol de 2022, arran d'una polèmica interna, va ser forçat per Ximo Puig a abandonar el seu càrrec com a portaveu municipal. En 2022 s'incorpora com a membre de la Junta de la Associació d'Autors de Teatre d'Espanya. En 2023, torna a la seua dedicació com a professor de llengües clàssiques, torna a l'escriptura dramàtica i s'incorpora com a director de l'Aula de Teatre Clàssic i Contemporani de la Universitat d'Alacant per al curs 2023-24.

## Obres
- 013 varios: informe prisión (1987). Coautorada amb Rafael González Gosálbez.
- Elvis (Elviro Pérez) (1989). Coautorada amb Rafael González Gosálbez.
- Descubrimiento (1990). Coautorada amb Rafael González Gosálbez.
- La confesión de un hijo de puta (1987). Coautorada amb Rafael González Gosálbez.
- Metro (1992). Coautorada amb Rafael González Gosálbez.
- El urniario del cine Rialto (1993).
- Mario 1979 (1993).
- Creo en Dios (1994). Coautorada amb Rafael González Gosálbez.
- El cumpleaños de Marta (2000).
- Incertidumbre (2007).
- Por culpa de Yoko (2008)
- Plaf (2010)
- No abras a nadie (2013)
- Ulisses in Berlin (2014)
- La rebel·lió, versió lliure de la novel·la homònima de Joseph Roth (2023).
- La història del comunisme contada per a malalts mentals, versió en valencià de l'obra de Matei Visniec, Aula de Teatre de la Universitat d'Alacant (2023).
- Édith (2023).
- Lisístrata. Occupy Acrópolis, versió lliure de Lisístrata de Aristòfanes, Aula de Teatre de Universitat d'Alacant (2024).
- Aquel verano (2024).

## Televisió
- A flor de pell (1997) a TV3 i Canal 9
- Maniàtics (2007) a Canal 9

## Premis
- Marqués de Bradomín, Ministeri de Cultura, 1987.
- Accésit del Premi Marqués de Bradomín, Ministeri d'Assumptes Socials, 1990.
- Accésit del Premi Marqués de Bradomín, Ministeri d'Assumptes Socials, 1993.
- Premi Ciudad de San Sebastián, Ajuntament de San Sebastián i Fundació Kutxa, Guipúzcoa, 1995.
- Premi Ciudad de Alcorcón, Ajuntament d'Alcorcón, 1996.
- Premi Fray Luis de León de la Junta de Castella i Lleó, 2008.